# Ellen Nauta-van Moorsel
H.A.M. (Ellen) Nauta-van Moorsel (Den Haag, 29 juni 1960) is een Nederlands historica, bestuurskundige, politica en bestuurster. Ze is lid van het CDA. Sinds 15 mei 2013 is ze burgemeester van Hof van Twente. Sinds 30 november 2022 is ze voorzitter van P10. 

## Levensloop

### Maatschappelijk
Nauta-van Moorsel groeide op in Den Haag. Na haar middelbare school studeerde Nauta aan de Universiteit Leiden van 1979 tot 1986 en behaalde haar doctoraal geschiedenis. Van 1998 tot 2000 volgde zij een postdoctorale opleiding bestuurskunde aan de TIAS School for Business and Society en behaalde haar MPM. Ze werkte tijdens haar studie als hulpverlener bij de ANWB Alarmcentrale. Na haar studie werkte zij in verschillende functies bij de Nederlandse ontwikkelingsorganisatie Cebemo/Cordaid. Op het CDA partijbureau werkte zij vanaf 2002 als internationaal secretaris, vanaf 2006 tot 2013 als directeur.

### Politiek
Nauta-van Moorsel werd in 1989 werd zij actief binnen het CDA. Lid van de commissie buitenland. In de periode 2003 tot 2007 had zij zitting in de gemeenteraad van de gemeente Oegstgeest en was zij plaatsvervangend fractievoorzitter van het CDA. Op 15 mei 2013 is zij geïnstalleerd als burgemeester van Hof van Twente. In december 2018 heeft de gemeenteraad haar voorgedragen voor een 2e termijn. Op 7 mei 2019 is zij opnieuw beëdigd vanwege haar herbenoeming voor een nieuwe periode van zes jaar. Op 30 november 2022 werd zij verkozen tot voorzitter van de P10, het netwerk van 30 plattelandsgemeenten. In september 2024 liet zij weten beschikbaar te zijn voor een derde termijn als burgemeester van Hof van Twente.

### Persoonlijk
Nauta-van Moorsel is getrouwd en heeft twee kinderen. Naast haar burgemeesterschap is Nauta-van Moorsel voorzitter van Kinderfonds Mamas, voorzitter van MeeReizen, lid van de HRM-commissie van het CDA Overijssel, lid van de raad van advies van De Nije Stichting en lid van de comité van aanbeveling van HYPE Netwerk.